# Eduardo Sterzi
Eduardo Sterzi (Porto Alegre, 7 de junho de 1973) é um poeta, jornalista e crítico literário brasileiro.

## Carreira
Sterzi formou-se em Jornalismo pela UFRGS, tendo trabalhado no jornal Zero Hora. Mestre em Teoria da literatura (PUCRS) com dissertação sobre Murilo Mendes e doutorado em Teoria e História Literária na Unicamp, com tese sobre o livro Vita Nova, de Dante Alighieri. Atualmente reside em São Paulo, com a escritora e crítica de arte Veronica Stigger. Tem um bom conhecimento da língua Italiana. Esteve Roma durante o ano de 2009 para realizar estudos e pesquisas sobre critica literária. 
Foi um dos editores da revista de poesias Cacto e de K Jornal de Crítica. Entre suas publicações, destacam-se os livros de poesia Prosa (2001) e O aleijão (2009), o volume de peças teatrais Cavalo sopa martelo. Teatro político (São Paulo: Dobra, 2011) e os artigos Drummond e a poética da interrupção, no volume Drummond revisitado, organizado por Reynaldo Damazio (Universidade São Marcos), e O mito dissoluto, no número do 3 da Rivista di Studi Portoghesi e Brasiliani. Organizou o volume Do céu do futuro: cinco ensaios sobre Augusto de Campos (São Paulo: Marco, 2006) e publicou os livros de crítica literária Por que ler Dante (São Paulo: Globo, 2008), A prova dos nove: alguma poesia moderna e a tarefa da alegria (São Paulo: Lumme, 2008) e Saudades do mundo (São Paulo: Todavia, 2022).
Desde 2012, é professor do Instituto de Estudos da Linguagem (IEL) da Universidade Estadual de Campinas (Unicamp).